# Stazione di Kiel Centrale
La stazione di Kiel Centrale (in tedesco Kiel Hbf – abbreviazione di Kiel Hauptbahnhof) è la principale stazione ferroviaria della città tedesca di Kiel. Consta di 8 binari e costituisce (dopo Lubecca) la seconda stazione per volume di passeggeri nello Schleswig-Holstein, Land di cui è capitale. La prima stazione venne realizzata nel 1846, quando Kiel faceva ancora parte del regno di Danimarca, in un sito a circa 500 metri da quello attuale. La forma odierna risale al 1950, anno in cui la stazione venne ricostruita in versione semplificata in seguito ai pesanti danni inflitti al centro storico di Kiel durante la Seconda guerra mondiale.